# Байертхайм-Булах
Байертхайм-Булах (нем. Beiertheim-Bulach) — район города Карлсруэ. Расположен в юго-западной части города, рядом с городскими районами Зюдвестштадт на севере, Вайэрфельд-Даммершток на востоке, и Оберройт и Грюнвинкель на западе.  Он состоит из двух некогда самостоятельных районов Байертхайм и Булах, которые разделены рекой Альб.

## История
Байертхайм впервые документально упоминается в 1110 году как «Burdam» или «Burtan» . Вероятно, что название означало «Bur» = «хижина» и «tan» = «убежище» или «лес» и служило убежищем для крестьян и пастухов . Другая теория свидетельствует, что название «Buar» означает «Rindviehort» = «место крупного рогатого скота» . Город был основан графом Хоэнбергом.  Булах впервые упоминался как мельница в документе от 18 мая 1193 года в качестве «Bulande» . Название происходит либо от «Bu» = «книги»  и «lach» = «смеяться» = «влажная, болотистой почва» ; либо «Bu» = «корова» и «loc» = «место» . Уже в средневековье у обоих населённых пунктов был общий суд и общий солтыс (мэр).
В 19-м веке развивалась индустрия прачечной промышленности, которая удерживалась до Второй мировой войны. Деревня была хорошо обеспечена ресурсами и оснащена в финансовом отношении, так как частично распродавалась снова и снова, становясь частью расширяющегося города Карлсруэ. Раньше численность общины была несколько больше.
Байертхайм был включён в состав Карлсруэ 1 января 1907 года, Булах последовал за ним спустя почти 20 лет - 1 апреля 1929 года.

## Экономика и инфраструктура
В настоящее время на территории района находятся, кроме всего прочего, Штефаниенбад (Stephanienbad) (сегодня церковь Пауля Герхардта), замок Шайбенхардт (нем. Hofgut Scheibenhardt), а также католические церкви Св. Кюриакуса и  Св. Михаила .

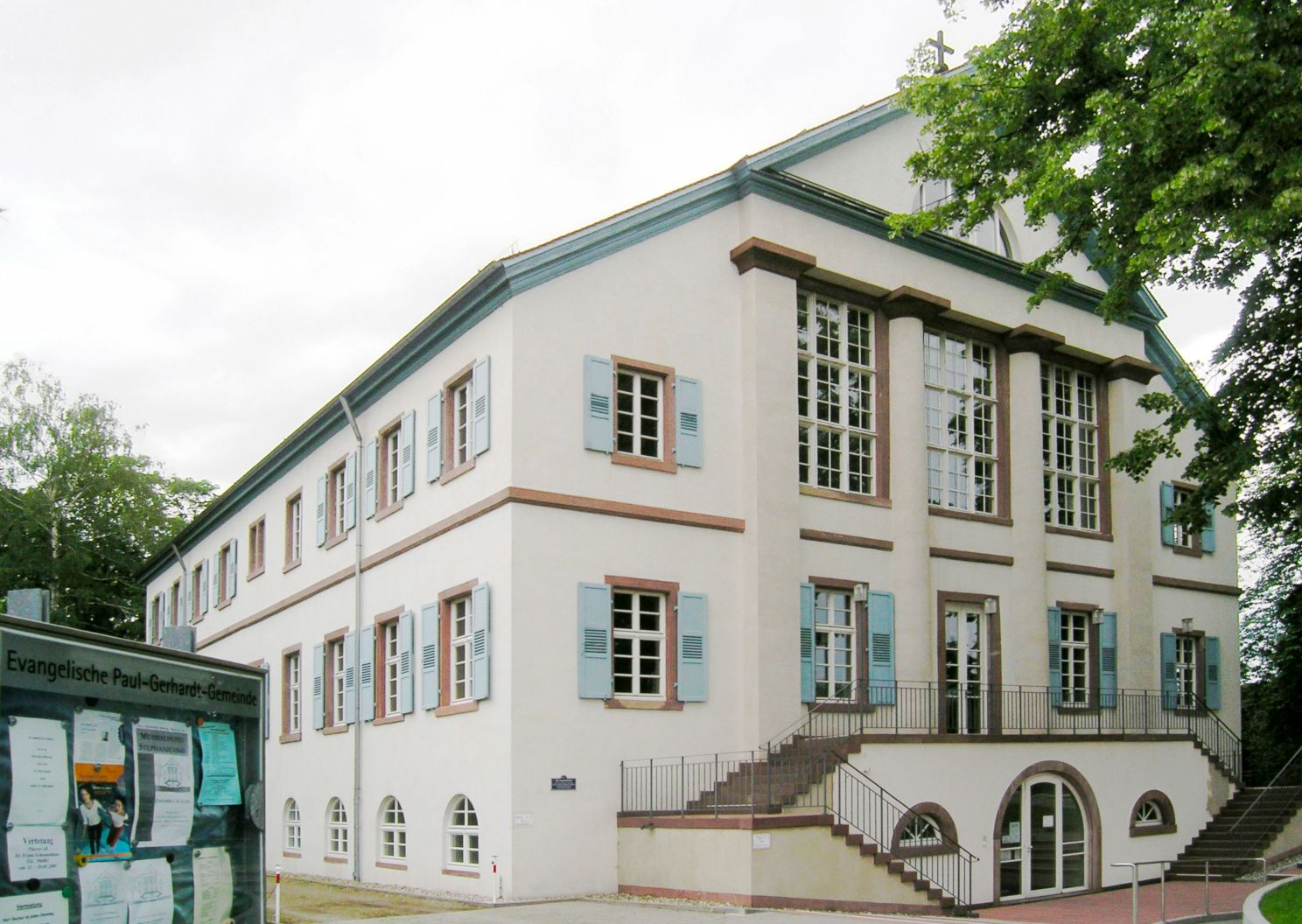
Штефаниенбад
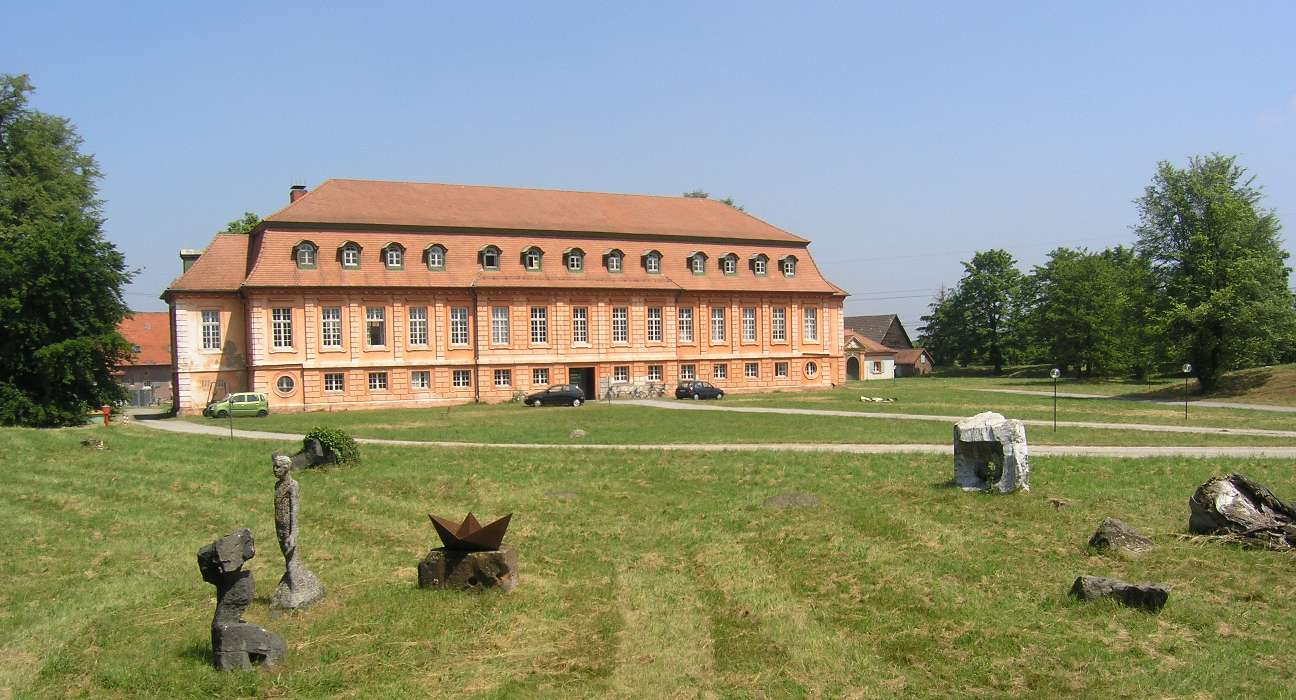
Замок Шайбенхардт
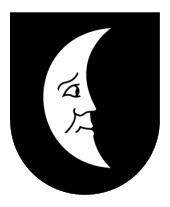
Герб Байертхайма
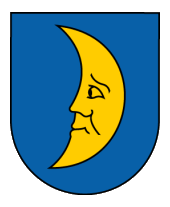
Герб Булаха